# Scarfilm
Scarfilm é uma empresa de produção cinematográfica fundada a 26 de Agosto de 1976 por Gérald Frydman. A sua sede é situada em Bruxelas, na Bélgica.

## História
O realizador Gérald Frydman criou a casa de produção Scarfilm em 1976, após ter vários filmes reconhecidos.
O primeiro filme produzido, uma curta metragem de animação, Agulana, recebeu o Prémio do júri no Festival de Cannes em 1976.
Scarfilm continuou a receber prémios em todo o mundo pela qualidade dos seus filmes.
Em 1984, o filme The Iron Horse, realizado por Gérald Frydman recebeu o Palme d'Or de curta metragem no Festival de Cannes.
Outros filmes seguiram como a publicidade para "Les Petits Déjeuners du Cinéma".

## Filmografia
- "Agulana" (1976)
- "L'immortel"(1981)
- "Last Cut"(1982)
- "That's all Folks"(1984)
- "Les Effaceurs"(1991)
- "J'ai eu dur"(1996)
- "Arthur Masson, l'homme qui écrivait des livres"(documentary)(2001)
- "La Séquence Sylverstein"(2003)
- "Porteur d'eau"(2004) directed by Carlos Rendón Zipagauta
- "Battle" (2008)
- "One Last Time" (2010)
- "Strangers" (2011)
- "Lipstick" (2012)
- "In Exequiel" (2013)
- "La Graine" (2015)